# Символ евро
Символ или знак евро (€) — графическое обозначение общеевропейской валюты евро, обнародованное 12 декабря 1996 года. Входит в группу «Символы валют» (англ. Currency Symbols) стандарта Юникод: оригинальное название — euro sign (англ.); код — U+20AC. Начертание зависит от шрифта, использованного для вывода символа.

## Описание символа

Спецификация логотипа евро: должен печататься жёлтым цветом (Yellow PMS) на голубом фоне (Reflex Blue PMS)

Знак евро (€) был спроектирован после того, как методом опросов общественного мнения были выбраны два варианта из десяти предложений, и затем Еврокомиссия выбрала один из них в качестве окончательного варианта. Автором победившего дизайна, как утверждается, была команда из четырёх экспертов, имена которых официально не были названы. Официальная версия создания дизайна евро оспаривается Артуром Айзенменгером, в прошлом ведущим графическим дизайнером Европейского сообщества, который провозглашает, что создал этот знак как общий символ Европы.
Официальное представление символа состоялось 12 декабря 1996 года.
Знак является, согласно Еврокомиссии, «комбинацией греческого эпсилона, как показателя значимости европейской цивилизации, буквы E, обозначающей Европу, и пересекающих знак параллельных линий, означающих стабильность евро». Из-за этих двух линий графический знак евро получился значительно схожим с символом «Есть» из славянской азбуки «круглой глаголицы».
Европейская комиссия также разработала логотип евро с указанием точных пропорций и цветов переднего плана и фона. Хотя некоторые дизайнеры шрифтов просто в точности скопировали логотип евро в качестве знака евро в этих шрифтах, большинство разработали свои варианты, которые часто базируются на букве С в соответствующем шрифте, чтобы знак валюты имел такую же ширину, как и арабские цифры.
Символ евро (€) традиционно пишется с двумя горизонтальными штрихами. Однако в таких шрифтах, как High Tower Text, Lexington и некоторых других, он выводится с одним штрихом.
На компьютерах с операционной системой Windows знак евро можно вставить, нажав Alt и набрав 0128 на цифровой клавиатуре в английской раскладке или нажав Alt и набрав 0136 в русской раскладке клавиатуры. В Windows 7 можно набрать знак евро в любой раскладке, нажав Alt Gr+Ctrl+E(У). На компьютерах с ОС Linux знак можно получить, набрав Composeзнак "равно"e или  Ctrl+⇧ Shift+U, затем набрав юникод символа 20AC. На компьютерах с Mac OS знак евро можно вставить: при английской (США) раскладке — нажав Alt+⇧ Shift+2; при русской раскладке — Alt+⇧ Shift+4.

## Расположение относительно числа
Расположение знака евро по отношению к денежной сумме различается в зависимости от языка. Ниже приведены примеры для 24 языков стран Европейского союза.
| Язык               | Пример        | Язык             | Пример | Язык               | Пример        |
| ------------------ | ------------- | ---------------- | ------ | ------------------ | ------------- |
| Английский язык    | €3.14         | Болгарский язык  | 3,14 € | Венгерский язык    | 3,14 €        |
| Греческий язык     | 3,14 €, €3.14 | Датский язык     | 3,14 € | Ирландский язык    | €3.14         |
| Испанский язык     | 3,14 €        | Итальянский язык | 3,14 € | Латышский язык     | 3,14 €        |
| Литовский язык     | 3,14 €        | Мальтийский язык | €3.14  | Немецкий язык      | 3,14 €, €3,14 |
| Нидерландский язык | €3,14         | Польский язык    | 3,14 € | Португальский язык | 3,14 €        |
| Румынский язык     | 3,14 €        | Словацкий язык   | 3,14 € | Словенский язык    | 3,14 €        |
| Финский язык       | 3,14 €        | Французский язык | 3,14 € | Хорватский язык    | 3,14 €        |
| Чешский язык       | 3,14 €        | Шведский язык    | 3,14 € | Эстонский язык     | 3,14 €        |

В русском языке строгого правила, регламентирующего расположение знаков валют, вообще, и символа евро, в частности, относительно числа, нет. Мнения специалистов по вопросу их использования противоречивы. Одни рекомендуют не употреблять знаки валют в неспециализированных текстах, а в специализированных ставить после чисел через пробел (100 €). Другие указывают на широкое использование символов денежных единиц (прежде всего доллара — $ и евро — €) именно в неспециализированных изданиях, в частности, в традиционных средствах массовой информации (в газетах и журналах), объясняя этот факт «экономией языковых и графических средств для передачи каких-либо понятий общепринятым в той или иной среде способом». Третьи считают, что в текстах на русском языке знак доллара (и, очевидно, евро) нужно писать справа от чисел, но при этом отмечают, что специализированные издания могут составлять исключения.

## Похожие символы
Знак евро (€) аналогичен графическому символу кембрия, геологического периода палеозойской эры.